# Eino Kalima

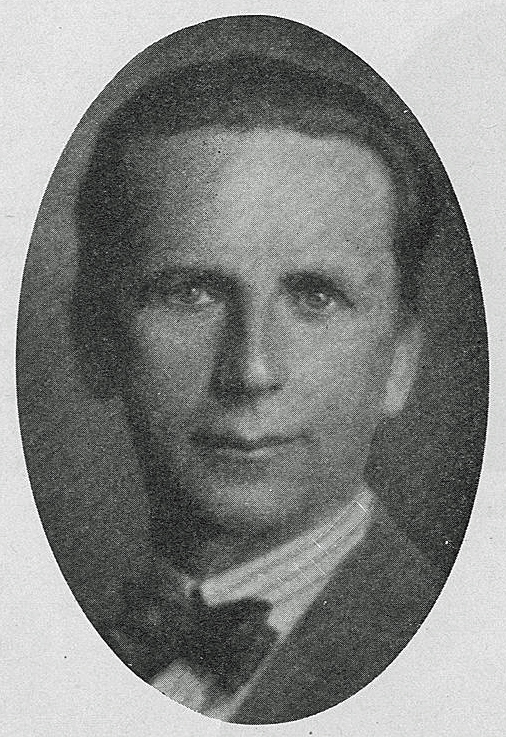
Eino Kalima i början av 1930-talet

Eino Kalima, född 19 april 1882 i Säminge, död 14 februari 1972, var en finländsk teaterchef.

## Biografi
Kalima blev filosofie magister 1907. Efter mångåriga teater- och litteraturstudier utomlands var han chef för Finlands nationalteater (Kansallisteateri) 1917 - 1950. Han gjorde sig framför allt känd som Tjechov-tolkare.